# Urelliosoma desertorum
Urelliosoma desertorum är en tvåvingeart som först beskrevs av Efflatoun 1924.  Urelliosoma desertorum ingår i släktet Urelliosoma och familjen borrflugor.
Artens utbredningsområde är Egypten. Inga underarter finns listade i Catalogue of Life.